# ستيفان باهوكين
ستيفان سيدريك باهوكين (من مواليد 28 مايو 1992) هو لاعب كرة قدم كاميروني محترف يلعب كمهاجم لنادي أنجيه والمنتخب الكاميروني.